# Raju
Raju é um curta-metragem de 2011 dirigido por Max Zähle e produzido por Stefan Gieren. Como reconhecimento, foi nomeado ao Oscar 2012 na categoria de Melhor Curta-metragem.